# Crocifisso (chiesa di Santa Chiara)
Il Crocifisso è una scultura lignea (298×190×35 cm) di un anonimo scultore napoletano e databile alla seconda metà del XVII secolo. È collocato a mo' di pala — assieme ai Quattro Evangelisti — sull'altare del Santissimo Crocifisso nella chiesa di Santa Chiara di Acquaviva delle Fonti, nella città metropolitana di Bari.

## Contesto
Il Crocifisso è stato menzionato per la prima volta nello Stato delle chiese di Acquaviva al 29 novembre 1717, anonimo e scritto nel 1717, da cui si evince che la cappella del Santissimo Crocifisso, assieme alle opere che la decorano, fosse l'unica della chiesa di Santa Chiara a non aver subito rimaneggiamenti.
Esso è citato ancora nella Breve Storia delle Chiese di Acquaviva nell'anno 1729, scritta nel 1729 dal canonico Gerolamo Tommaso Rosa, in cui egli informa che il crocifisso fu donato dalla famiglia acquavivese Molignani, di origine sorrentina, per la cappella sotto il suo giuspatronato nella suddetta chiesa.

## Descrizione e stile
Gesù è inchiodato alla Croce tramite tre chiodi, uno attraverso ciascun polso e un altro attraverso i due piedi. La testa, coperta da una chioma di capelli che raggiungono le spalle, è inclinata verso sinistra e su di essa è posta la corona di spine. Il corpo è coperto solo sui fianchi da un panno dorato, mantenuto su da una cordicella che crea un drappeggio lungo la coscia destra, e inoltre presenta sulla pelle numerosi rivoli di sangue, esaltanti la sofferenza del Christus patiens, i quali si infittiscono in corrispondenza delle Sante Piaghe, ovvero delle ferite provocate dai Sacri Chiodi su polsi e piedi, dalla lancia del militare romano Longino sul costato e dalla corona di spine sul capo, nonché sulle ginocchia.
Le estremità superiori del braccio orizzontale della croce sono modellate in modo da incastrare il manufatto nelle stuccature dell'altare, mentre sulla cima del braccio verticale è posto un cartiglio dorato recante in lingua aramaica, greca e latina il seguente Titulus Crucis:
<div lang="ARC, EL, LA">(ARC, EL, LA)
«ישׁוּע נֹצריא
מלכא דיהוּדיא
ΙΗϹΟΥϹ Ο ΝΑ
ΖΑΡΑΙΟϹ Ο ΒΑ
ϹΙΑΕΥϹ ΤΩΝ
ΙΟΥΑ ΑΙΩΝ
IESVS NAZA
RENVS REX
IVDEORVM»